# Tagikistan ai Giochi paralimpici
Il Tagikistan ha debuttato ai Giochi paralimpici estivi del 2004 ad Atene, con un unico rappresentante (Parviz Odinaev) nel powerlifting. Nella categoria maschile fino a 60 kg, Odinaev ha sollevato 147,5 kg, finendo 9º su 16. Nel 2008, il Tagikistan era nuovamente rappresentato da un unico powerlifter, stavolta una donna: Zaytuna Roziqova, nella categoria fino a 48 kg. Non è riuscita, tuttavia, a sollevare correttamente alcun peso e registrare un segno.

## Risultati
| Nome             | Anno         | Sport        | Evento          | Punti            | Posizione        |
| ---------------- | ------------ | ------------ | --------------- | ---------------- | ---------------- |
| Parviz Odinaev   | 2004 Atene   | Powerlifting | Maschile 60 kg  | 147,5 kg         | 9º               |
| Zaytuna Roziqova | 2008 Pechino | Powerlifting | Femminile 48 kg | non classificata | non classificata |